# Пояс Оріона

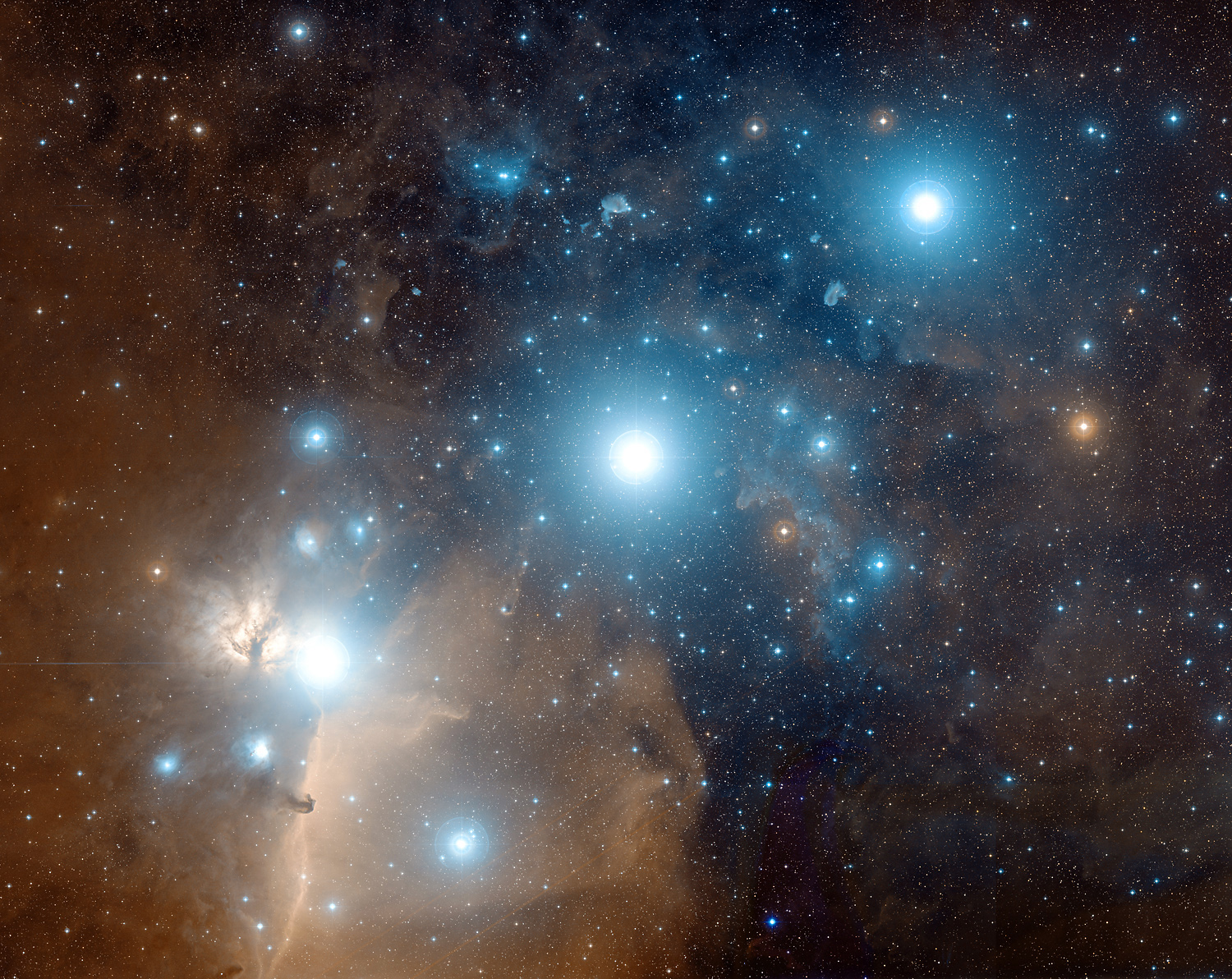
Фотографія зір Поясу Оріона, отримана шляхом змішування синього і червоного зображення з телескопа, із синтезованим комп'ютером зеленим компонентом.

Пояс Оріона — астеризм південної півкулі небесної сфери, розташований біля небесного екватора. Складається з трьох зір (блакитних надгігантів) сузір'я Оріон: Альнітак (ζ Оріона), Альнілам (ε Оріона), Мінтака (δ Оріона), які мають приблизно однакову яскравість, візуально розташовані практично на одній прямій та відстань на небесній сфері від зорі Альнітак до зорі Альнілам практично рівна відстані від зорі Альнілам до зорі Мінтака. Пояс Оріона видно на всій території України, найкраще — узимку ввечері.

## Назва
В Україні Пояс Оріона відомий під багатьма назвами, зокрема Три царі, Три волхви, Косарі, Дівочі зорі, Три плуги.

## Об'єкти, пов'язані з Поясом Оріона

### Єгипетські піраміди
Роберт Б'ювел, уродженець Александрії, 1983 року помітив схожість розташування зір Поясу Оріона та трьох великих пірамід у Гізі. Піраміді Менкаура (Мікеріна) відповідає Мінтака, піраміді Хеопса — Альнітак, а піраміді Хафра (Хефрена) — Альнілам. У своїй книзі, що видана у 1994 році, Роберт Б'ювел та його співавтор Адріан Гілберт наводять результати дослідження, фрази з Текстів пірамід, що є доказами їхньої кореляційної теорії Оріона. Зорі сузір'я Оріона давніми єгиптянами пов'язувались з Осірісом, а Ніл — із Чумацьким Шляхом. Саме тому, на думку дослідників, і було зведено ці піраміди, як земне відображення небес.
Ще один цікавий факт полягає в тому, що якщо провести уявну пряму через вершини трьох маленьких пірамід біля піраміди Хеопса, то ця лінія відповідатиме лінії сонцестоянь (меридіан, що проходить через точки сонцестоянь на небесній сфері), яка проходить поблизу Альнітака. Також, якщо провести пряму через вершини трьох маленьких пірамід біля піраміди Мікеріна, то вона відповідатиме лінії небесного екватора 22 червня 2318 року (лінія небесного екватора змінює кут нахилу до екліптики внаслідок прецесії). Таку думку висловив В. Пахомов у статті «Тайна Пирамид».

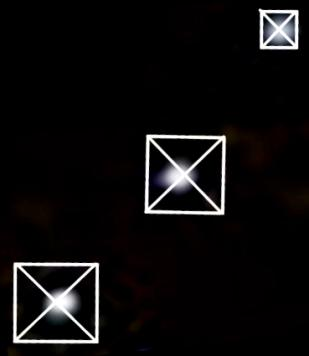

### Піраміди Теотіуакана
Як єгипетські піраміди, так і піраміди Теотіуакана разом із храмом Кетцалькоатля повторюють розташування зір Поясу Оріона. Зорі Альнітак відповідає храм, зорі Альнілам — Піраміда Сонця, а зорі Мінтака — Піраміда Місяця. Як пише Олександр Іванов, «Дорога мертвих», що починається біля підніжжя Піраміди Місяця й тягнеться майже у напрямку півдня (див. мал.) відповідала небесному екватору й мала напрямок захід — схід. Нинішню «неправильну» орієнтацію він пояснює рухами земної кори, до того ж північний полюс Землі був у Тихому океані. Але загалом розташування пірамід Теотіуакана не дуже точно відповідає розташуванню зір Поясу Оріона. Пряма, що проходить через Альнілам та Мінтаку на небі, відхиляється від прямої, що проходить через Альнітак та Альнілам, на приблизно 7°. Для пірамід цей кут становить близько 14°. Іванов пояснює, що раніше розташування зір було іншим, адже необхідно врахувати власний рух зір, що може дозволити уточнити час зведення пірамід.